# Zbójnickie Skałki
Zbójnickie Skałki (deutsch Räuberfelsen) ist der polnische Name einer Felsformation aus Granit im östlichen Teil des polnischen Isergebirges auf der Gemeindegrenze zwischen Szklarska Poręba und Stara Kamienica in der Woiwodschaft Niederschlesien.

## Lage
Die Zbójnickie Skałki liegen auf einer Höhe von 660 bis 686 Metern über NN auf den nordöstlichen Ausläufern des Hohen Iserkamms. 

## Tourismus
Die Zbójnickie Skałki ist eine markanteFelsformation und sie zählt zu und meistbesuchten Felsen im Isergebirge zählt. Hier bietet sich eine schöne Aussicht auf Szklarska Poręba, den östlichen Teil des Riesengebirges und den westlichen Teil des Hirschberger Tals. Unterhalb der Felsen verlaufen die Gleise der Zackenbahn, unweit befindet sich der Haltepunkt Szklarska Poręba Dolna. In den 2010er Jahren wurde eine Aussichtsplattform an die Felsen gebaut, von der sich ein weiter Blick ins Tal ergibt. Sie sind durch zwei markierte Wanderwege erreichbar:
- ein schwarz markierter Weg führt um Szklarska Poręba herum.
- ein gelb markiert Weg führt von Piechowice über die Zbójnickie Skałki weiter auf die Todeskurve und weiter auf den Wysoki Kamień.